# Las Salèlas (Losera)
Las Salèlas (en francès Les Salelles) és un municipi francès situat al departament del Losera i a la regió d'Occitània.